# Atletica leggera ai Giochi della II Olimpiade - 400 metri ostacoli
La gara dei 400 metri ostacoli dei Giochi della II Olimpiade si tenne il 14 luglio (semifinali) e il 15 luglio (finale) 1900 a Parigi, in occasione dei secondi Giochi olimpici dell'era moderna.

## La gara
La specialità non si disputa né negli Stati Uniti, né in Gran Bretagna (verrà introdotta nei rispettivi campionati nazionali soltanto nel 1914). Americani e inglesi disputano invece le 220 iarde con ostacoli, presenti nel programma di Parigi nella versione metrica. I migliori ostacolisti sono iscritti ai 200 metri, lasciando sguarnito il lotto dei partecipanti a questi inediti 400 metri ostacoli, che non erano presenti ad Atene 1896.

Dei quattro atleti che si qualificano per la finale l'unico specialista è Henri Tauzin, l'atleta di casa, detentore del record nazionale (58"8 stabilito il 17 giugno). Per quanto riguarda gli altri quattro:
- Walter Tewksbury è uno sprinter (100 e 220 iarde);
- William Lewis è uno specialista degli ostacoli alti (120 iarde e 220 iarde);
- George Orton è uno specialista del miglio.

Nelle due batterie è Tauzin, impegnato nella seconda, che segna il miglior tempo. Da parte sua, Tewksbury impara il passaggio degli ostacoli e vince la prima batteria con un tempo superiore di un secondo a quello del francese. 

Il giorno della finale Lewis non si presenta in pista, perché l'università che lo ha iscritto (Syracuse) ha chiesto ai propri atleti di non gareggiare di domenica.

I tre atleti che si allineano alla partenza si contenderanno quindi le medaglie. Tewksbury, basandosi sulla sua elevata velocità (ha un personale di 10" netti sulle 100 iarde) conduce la gara in testa dall'inizio alla fine e vince agevolmente. Tauzin, secondo, deve guardarsi dal canadese Orton, che finisce terzo per un solo metro. 
Il 22 luglio Tewskbury vincerà l'oro anche sui 200 metri piani. L'accoppiata con i 400 metri ostacoli rimarrà un unicum nella storia dell'atletica internazionale (olimpica e mondiale).

## Risultati
Gli iscritti sono 10: vengono divisi in due batterie da cinque concorrenti ciascuna.

Ma alla partenza si presentano solamente cinque atleti. Le batterie si tengono ugualmente: la prima con tre concorrenti e la seconda con due.

### Batterie
Ore 11,55 del 14 luglio. I primi due di ciascuna batteria si qualificano per la finale.
Batteria 1
| Pos. | Nazione     | Atleta           | Tempo    |
| ---- | ----------- | ---------------- | -------- |
| 1    | Stati Uniti | Walter Tewksbury | 1'01"0   |
| 2    | Stati Uniti | William Lewis    | (1'02"4) |
| 3    | Boemia      | Karel Nedvěd     | n/d      |

Batteria 2
| Pos. | Nazione | Atleta       | Tempo    |
| ---- | ------- | ------------ | -------- |
| 1    | Francia | Henri Tauzin | 1'00"2   |
| 2    | Canada  | George Orton | (1'00"2) |

### Finale
Domenica 15, ore 16,15.
| Pos.    | Nazione     | Atleta           | Età | Tempo ufficiale | Tempo stimato |
| ------- | ----------- | ---------------- | --- | --------------- | ------------- |
| Oro     | Stati Uniti | Walter Tewksbury | 24  | 57"6            |               |
| Argento | Francia     | Henri Tauzin     | 21  |                 | (58"3e)       |
| Bronzo  | Canada      | George Orton     | 27  |                 | (58"8e)       |
| -       | Stati Uniti | William Lewis    | 24  |                 | dns           |